# Cumberland Falls
Les Cumberland Falls (« chutes Cumberland »), parfois appelées Little Niagara (« Petit Niagara »), Niagara of the South (« Niagara du Sud ») ou Great Falls, sont une chute d'eau sur la rivière Cumberland, dans le sud-est du Kentucky.
S'étendant sur la rivière à la frontière des comtés de McCreary et de Whitley, la cascade est l'élément central du Cumberland Falls State Resort Park (en). Le site des chutes ainsi que les terres environnantes ayant été acheté par l'État du Kentucky en 1933.
Les Cumberland Falls sont réputées comme le seul site de l'hémisphère ouest où un arc-en-ciel lunaire est régulièrement visible.

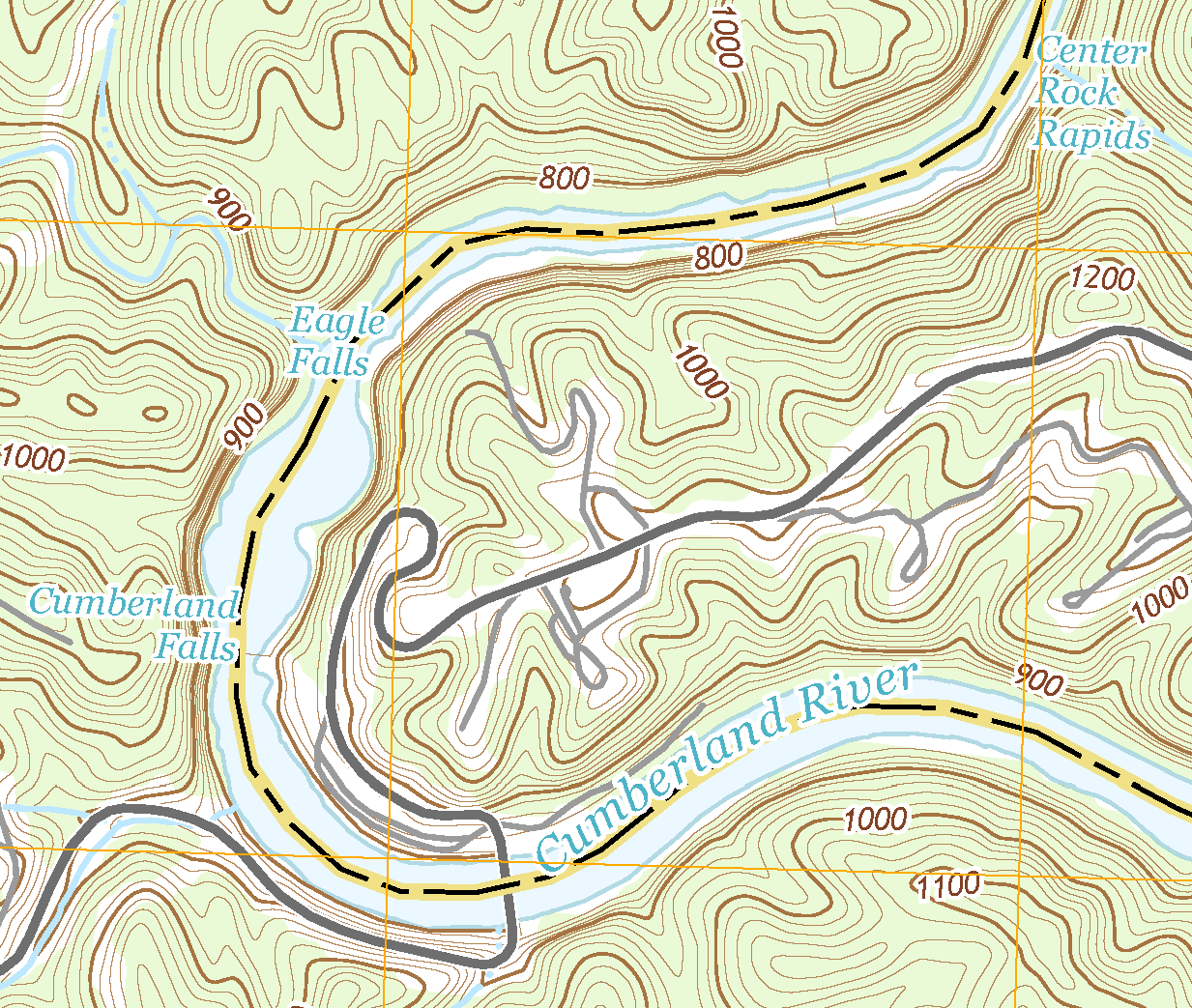
Détail d'une carte topographique avec les Cumberland Falls.

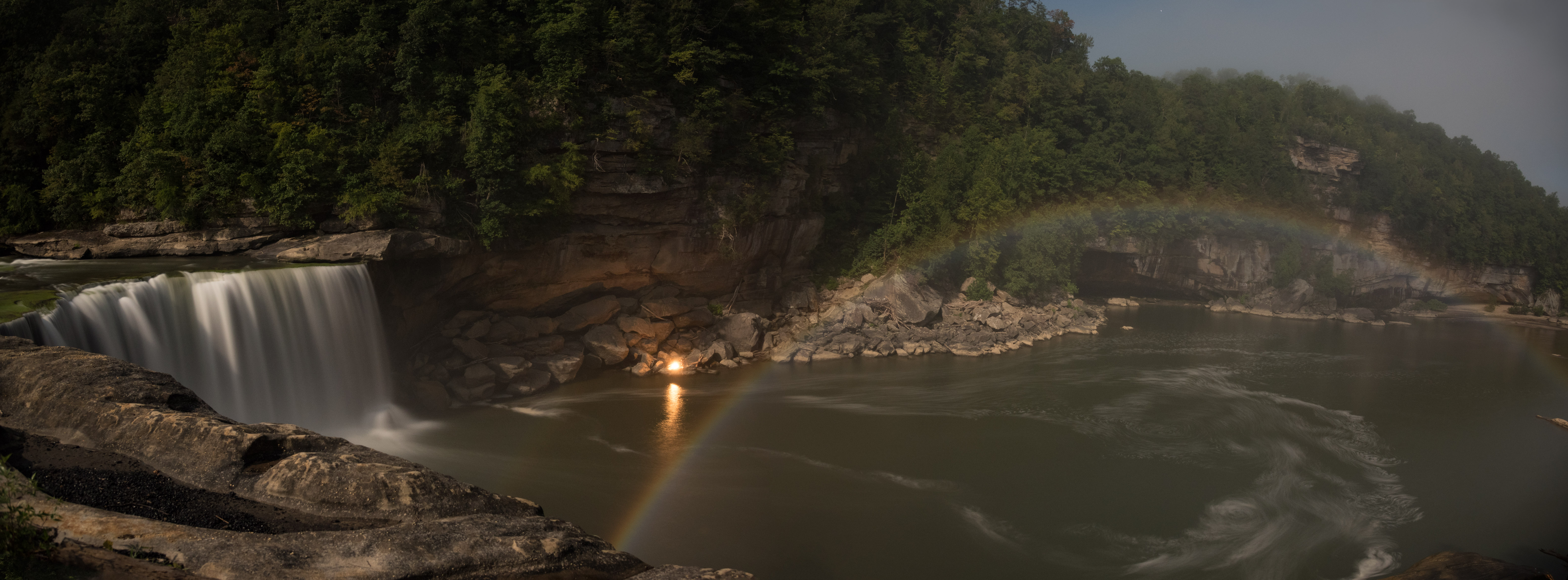
Arc-en-ciel lunaire au Cumberland Falls.